# 上甲秀男
上甲 秀男（じょうこう ひでお、1947年11月20日 - ）は、愛媛県出身の元プロ野球選手。ポジションは外野手。

## 来歴・人物
北宇和高では、外野手の他、捕手もした。卒業後は電電四国に入社、1970年、都市対抗野球四国予選で、5試合に3ホーマーをマーク、そのうち1本は、松山球場のバック・スクリーンにライナーでとばした長打力の持ち主。自チームでの本戦出場はならなかったが、四国電力の補強選手として本大会に出場し2安打を放つ。同じチームに弘田澄男（四国銀行からの補強選手）がいた。
1970年のドラフト会議で阪神タイガースから7位指名され入団。
一軍公式戦に出場がないまま、1972年に現役を引退。

## 詳細情報

### 年度別打撃成績
- 一軍公式戦出場無し

### 背番号
- 35 （1971年 - 1972年）